# Nava Cetatea
Nava Cetatea a fost o navă cu zbaturi construită în 1903 la șantierul naval Drobeta-Turnu Severin. A fost folosită în perioada 1903-1978 și 1980-1982 de către Serviciul Hidrografic, respectiv Administrația Fluvială a Dunării de Jos pentru a instala geamanduri pe Dunăre.
Zbaturile erau puse în mișcare de un motor cu abur cu dublă expansiune, de 130 CP. 
În timpul războiului balcanic din 1913, la bordul navei au fost cazați observatori militari din Franța, Spania, Italia, Germania și Rusia. 
Nava a participat ca remorcher la primul și al doilea război mondial precum și la filmările unor filme de epocă.
În 1980, Cetatea a intrat în reparații capitale la șantierul naval din Orșova și a mai navigat până în 1991, când a fost abandonată la cheu. 
A fost vândută recent la licitație, de Administrația Fluvială a Dunării de Jos (AFDJ) Galați.

## Caracteristici
- Lungime: 34,35m
- Lățime: 4,82 m
- Pescaj: 1,00 m gol / 1,20m încărcat
- Deplasament: 164,5 t
- Echipaj: 14
- Pasageri: 2 hidrometri